# Hydrozyklonverfahren
Beim Hydrozyklonverfahren (Trennverfahren beim Kunststoffrecycling) werden Kunststoffteile innerhalb eines Fliehkraftabscheiders in einen Wasserwirbel gegeben. Die schweren Kunststoffteile werden nach außen getragen und sinken herab.
Die leichten Kunststoffteile (meist Thermoplaste wie zum Beispiel Polyethylen) werden in die Mitte getrieben und dort abgesaugt.